# Hypo Group Tennis International
Hypo Group Tennis International – męski turniej tenisowy zaliczany do cyklu ATP World Tour, rozgrywany w latach 1981–2008 na kortach ziemnych w Austrii.
Początkowo, latach 1981–1989 impreza odbywała się w Bari. Od 1990 roku do 1993 roku turniej odbywał się w Genui. W latach 1994–2005 turniej rozgrywano w St. Pölten, a od 2006 roku do 2008 roku w Pörtschach.

## Mecze finałowe

### gra pojedyncza
| Pörtschach |                    |                        |               |
| Rok        | Zwycięzca          | Finalista              | Wynik         |
| 2008       | Nikołaj Dawydienko | Juan Mónaco            | 6:2, 2:6, 6:2 |
| 2007       | Juan Mónaco        | Gaël Monfils           | 7:6(3), 6:0   |
| 2006       | Nikołaj Dawydienko | Andrei Pavel           | 6:0, 6:3      |
| St. Pölten |                    |                        |               |
| Rok        | Zwycięzca          | Finalista              | Wynik         |
| 2005       | Nikołaj Dawydienko | Jürgen Melzer          | 6:3, 2:6, 6:4 |
| 2004       | Filippo Volandri   | Xavier Malisse         | 6:1, 6:4      |
| 2003       | Andy Roddick       | Nikołaj Dawydienko     | 6:3, 6:2      |
| 2002       | Nicolás Lapentti   | Fernando Vicente       | 7:5, 6:4      |
| 2001       | Andrea Gaudenzi    | Markus Hipfl           | 6:0, 7:5      |
| 2000       | Andrei Pavel       | Andrew Ilie            | 7:5, 3:6, 6:2 |
| 1999       | Marcelo Ríos       | Mariano Zabaleta       | 4:4 krecz     |
| 1998       | Marcelo Ríos       | Vince Spadea           | 6:2, 6:0      |
| 1997       | Marcelo Filippini  | Patrick Rafter         | 7:6, 6:2      |
| 1996       | Marcelo Ríos       | Félix Mantilla         | 6:2, 6:4      |
| 1995       | Thomas Muster      | Bohdan Ulihrach        | 6:3, 3:6, 6:1 |
| 1994       | Thomas Muster      | Tomás Carbonell        | 4:6, 6:2, 6:4 |
| Genua      |                    |                        |               |
| Rok        | Zwycięzca          | Finalista              | Wynik         |
| 1993       | Thomas Muster      | Magnus Gustafsson      | 7:6, 6:4      |
| 1992       | Andrij Medwediew   | Guillermo Pérez Roldán | 6:3, 6:4      |
| 1991       | Carl-Uwe Steeb     | Jordi Arrese           | 6:3, 6:4      |
| 1990       | Ronald Agénor      | Tarik Benhabiles       | 3:6, 6:4, 6:3 |
| Bari       |                    |                        |               |
| Rok        | Zwycięzca          | Finalista              | Wynik         |
| 1989       | Juan Aguilera      | Marián Vajda           | 4:6, 6:3, 6:4 |
| 1988       | Thomas Muster      | Marcelo Filippini      | 2:6, 6:1, 7:5 |
| 1987       | Claudio Pistolesi  | Francesco Cancellotti  | 6:7, 7:5, 6:3 |
| 1986       | Kent Carlsson      | Horacio de la Peña     | 7:5, 6:7, 7:5 |
| 1985       | Claudio Panatta    | Lawson Duncan          | 6:2, 1:6, 7:6 |
| 1984       | Henrik Sundström   | Pedro Rebolledo        | 7:5, 6:4      |
| 1983       | Corrado Barazzutti | Carlos Castellán       | 6:0, 6:1      |
| 1982       | Paul McNamee       | Balázs Taróczy         | 6:2, 6:2      |
| 1981       | Zoltan Kuharszky   | Paolo Bertolucci       | 6:4, 6:0      |

### gra podwójna
| Pörtschach |                                  |                                     |                      |
| Rok        | Zwycięzcy                        | Finaliści                           | Wynik                |
| 2008       | Marcelo Melo André Sá            | Julian Knowle Jürgen Melzer         | 7:5, 6:7(3), 13-11   |
| 2007       | Simon Aspelin Julian Knowle      | Leoš Friedl David Škoch             | 7:6(6), 5:7, 10-5    |
| 2006       | Paul Hanley Jim Thomas           | Oliver Marach Cyril Suk             | 6:3, 4:6, 10-5       |
| St. Pölten |                                  |                                     |                      |
| Rok        | Zwycięzcy                        | Finaliści                           | Wynik                |
| 2005       | Lucas Arnold Ker Paul Hanley     | Martin Damm Mariano Hood            | 6:3, 6:4             |
| 2004       | Mariano Hood Petr Pála           | Tomáš Cibulec Leoš Friedl           | 3:6, 7:5, 6:4        |
| 2003       | Simon Aspelin Massimo Bertolini  | Sarkis Sarksjan Nenad Zimonjić      | 6:4, 6:7(8), 6:3     |
| 2002       | Petr Pála David Rikl             | Mike Bryan Michael Hill             | 7:5, 6:4             |
| 2001       | Petr Pála David Rikl             | Jaime Oncins Daniel Orsanic         | 6:3, 5:7, 7:5        |
| 2000       | Mahesh Bhupathi Andrew Kratzmann | Andrea Gaudenzi Diego Nargiso       | 7:6(10), 6:7(2), 6:4 |
| 1999       | Andrew Florent Andriej Olchowski | Brent Haygarth Robbie Koenig        | 5:7, 6:4, 7:5        |
| 1998       | Jim Grabb David Macpherson       | David Adams Wayne Black             | 6:4, 6:4             |
| 1997       | Kelly Jones Scott Melville       | Luke Jensen Murphy Jensen           | 6:2, 7:6             |
| 1996       | Ctislav Doseděl Pavel Vízner     | David Adams Menno Oosting           | 6:7, 6:4, 6:3        |
| 1995       | Bill Behrens Matt Lucena         | Libor Pimek Byron Talbot            | 7:5, 6:4             |
| 1994       | Vojtěch Flégl Andrew Florent     | Adam Malik Jeff Tarango             | 3:6, 6:1, 6:4        |
| Genua      |                                  |                                     |                      |
| Rok        | Zwycięzcy                        | Finaliści                           | Wynik                |
| 1993       | Sergio Casal Emilio Sánchez      | Mark Koevermans Greg Van Emburgh    | 6:3, 7:6             |
| 1992       | Shelby Cannon Greg Van Emburgh   | Paul Haarhuis Mark Koevermans       | 6:1, 6:1             |
| 1991       | Marcos Górriz Alfonso Mora       | Massimo Ardinghi Massimo Boscatto   | 5:7, 7:5, 6:3        |
| 1990       | Tomás Carbonell Udo Riglewski    | Cristiano Caratti Federico Mordegan | 7:6, 7:6             |